# متیلدا کومو
مَتیلدا کومو (انگلیسی: Matilda Cuomo؛ زادهٔ ۱۶ سپتامبر ۱۹۳۱) یک مشوق و مدافع حقوق زنان و کودکان، و بانوی اول پیشین ایالت نیویورک در سال‌های ۱۹۸۳ تا ۱۹۹۴ بود.
وی بیوهٔ فرماندار نیویورک «ماریو کومو» و بانوی بزرگ و مادر خاندان کوکو است.
وی همچنین پایه‌گذار «گروه تربیت مربیان دفاع از کودکان» است که نامش در سال ۲۰۱۷ در فهرست «تالار ملی مشاهیر زن» قرار گرفت.